# Al-Hudaida (muhafaza)
Al-Hudaida (arap. الحديدة) je jedna od 20 jemenskih muhafaza. Ova pokrajina nalazi se na zapadu zemlje uz obale Crvenog mora.
Al-Hudaida ima površinu od 13.250 km² i 2,161.400 stanovnika, a gustoća naseljenosti iznosi 163,1 st./km². Grad Zabid se nalazi na popisu svjetske baštine UNESCO-a.